# Antony Warmbold
Antony Warmbold (ur. 28 lipca 1978) – niemiecki kierowca rajdowy. Jest synem Achima Warmbolda, także byłego rajdowca, zwycięzcy Rajdu Polski z 1973 roku.

## Kariera
Swój debiut rajdowy Warmbold zaliczył w 2000 roku. W 2001 roku zadebiutował w Rajdowych Mistrzostwach Świata jadąc dwa rajdy Toyotą Corollą WRC i jeden Toyotą Celicą GT-Four. Pilotowany przez Gemmę Price i jadący Toyotą Corollą WRC nie ukończył wówczas Rajdu Portugalii z powodu awarii. W 2003 roku startował Fordem Focusem WRC w Mistrzostwach Świata, jednak nie zdobył żadnego punktu. W 2004 roku trzykrotnie zajmował 8. pozycję w rajdach MŚ zdobywając po 1 punkcie – w Rajdzie Turcji, Rajdzie Japonii i Rajdzie Włoch. W 2005 roku był członkiem zespołu BP Ford World Rally Team. W Rajdzie Włoch i Rajdzie Hiszpanii zajmował 7. miejsca, najwyższe w karierze i w sezonie zdobył łącznie 6 punktów. Od 2006 roku nie startuje w rajdach.
W swojej karierze Warmbold startował także w rajdach Mistrzostw Europy. Zajął m.in. 2. miejsce w Rajdzie Turcji (2002) oraz 3. miejsce w Rajdzie Chalkidiki (2001) i Rajdzie Tampere (2004).

## Występy w mistrzostwach świata
| Sezon | Zespół                   | Samochód                                 | 1      | 2       | 3      | 4         | 5         | 6    | 7  | 8     | 9  | 10            | 11     | 12      | 13        | 14              | 15 | 16 | Punkty | Miejsce |
| ----- | ------------------------ | ---------------------------------------- | ------ | ------- | ------ | --------- | --------- | ---- | -- | ----- | -- | ------------- | ------ | ------- | --------- | --------------- | -- | -- | ------ | ------- |
| 2001  | Antony Warmbold          | Toyota Corolla WRC Toyota Celica GT-Four | Monako | Szwecja | NU     | Hiszpania | Argentyna | Cypr | NU | Kenia | 50 | Nowa Zelandia | Włochy | Francja | Australia | Wielka Brytania |    |    | 0      | -       |
| 2003  | Antony Warmbold          | Ford Focus WRC                           | 11     | 30      | Turcja | 20        | 11        | 13   | NU | 19    | NU | 14            | Włochy | 14      | Hiszpania | 13              |    |    | 0      | -       |
| 2004  | Antony Warmbold          | Ford Focus WRC                           | NU     | 15      | 9      | 19        | NU        | 9    | 8  | 9     | NU | 13            | 8      | 10      | 8         | 20              | 13 | 14 | 3      | 25.     |
| 2005  | BP Ford World Rally Team | Ford Focus WRC                           | 10     | 11      | 17     | 11        | 7         | NU   | 9  | NU    | 12 | NU            | Niemcy | 12      | 9         | 13              | 7  | NU | 6      | 18.     |